# Fancy Women Bike Ride

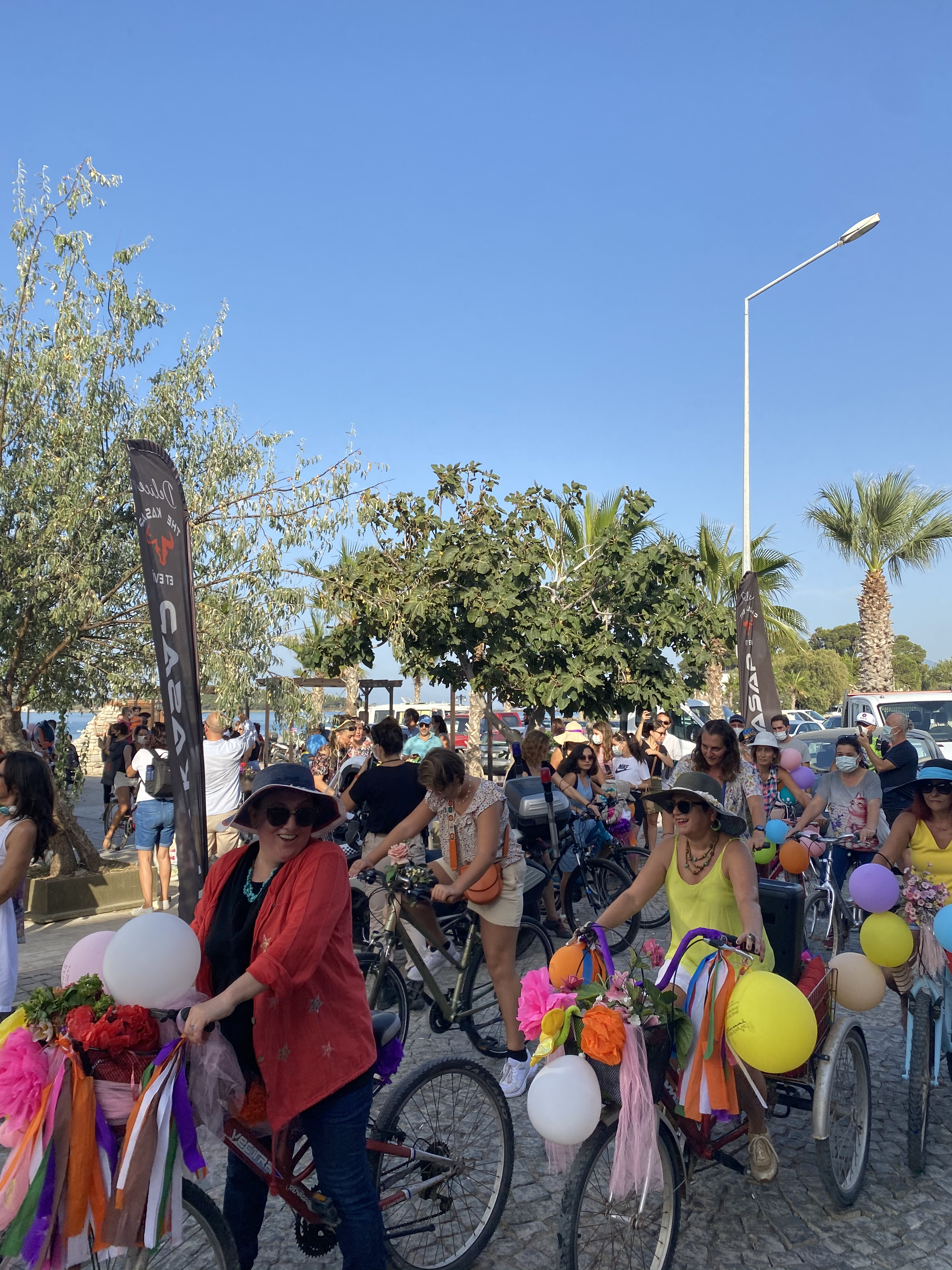
Tour organisé à Urla.

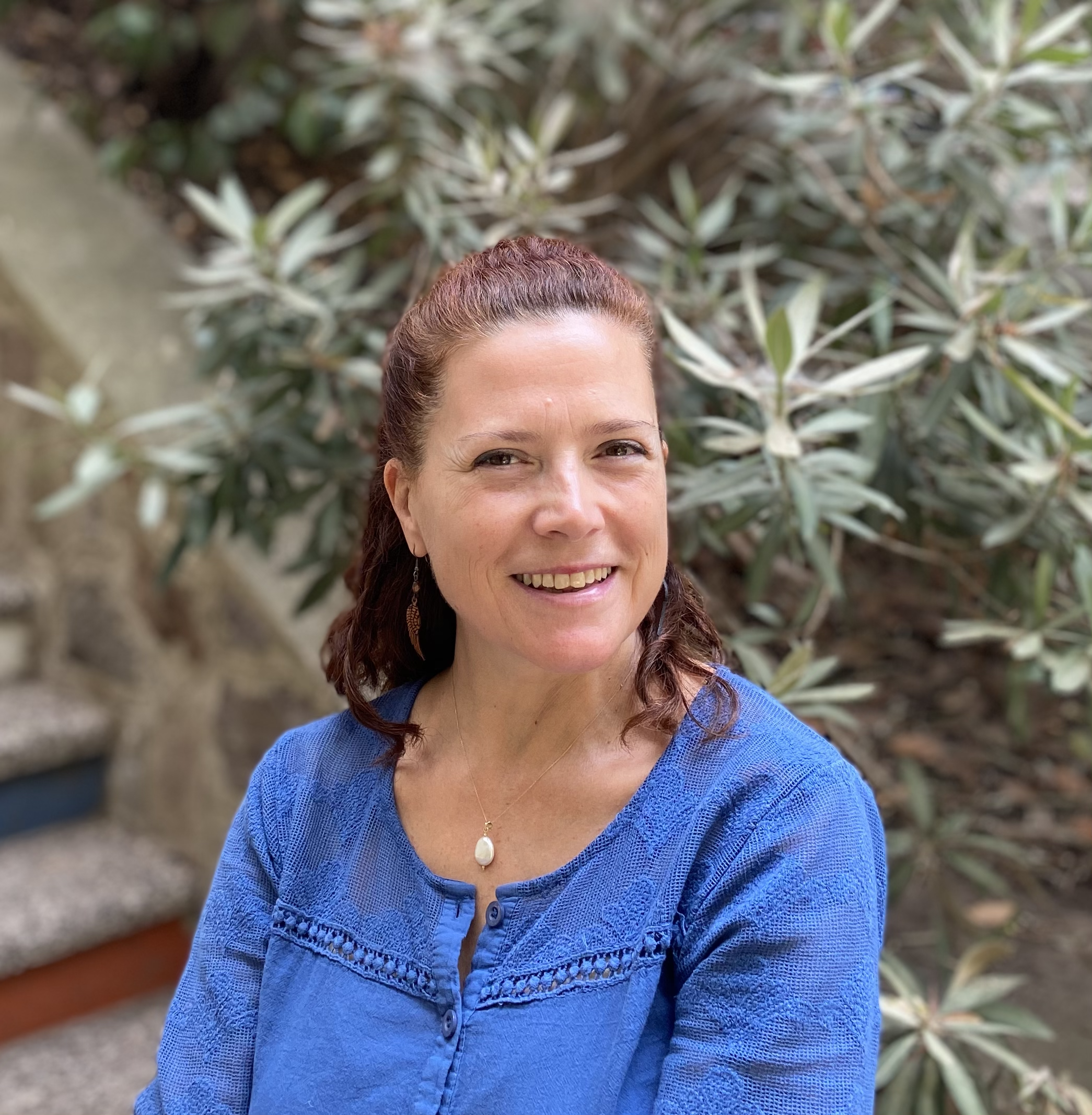
Créatrice de la tournée, Sema Gür.

Le Fancy Women Bike Ride (Süslü Kadınlar Bisiklet Turu) est un événement lancé en 2013 par la professeure d'histoire Sema Gür à Izmir. L'événement vise à attirer l'attention sur les thèmes de la liberté et des femmes. L'autre coordinatrice de l'événement est Pınar Pinzuti.

## Histoire
Sema Gür est née en 1973 à Bandırma où elle a vécu jusqu'à ce qu'elle entre à l'université. Elle est impliquée dans différents projets de responsabilité sociale et rejoint en 1991 le Département d'enseignement d'histoire à la Faculté d’Éducation de l'Université Dokuz Eylül à Izmir. Elle obtient son diplôme en 1995. Gür commence à travailler comme professeure d'histoire à l'American Collegiate Institute (en) en 1997.
Gür apprend à faire du vélo en 2012 et fonde le Fancy Women Bike Ride en tant qu'événement Facebook en 2013,,. Son but est d'attirer l'attention sur la Journée mondiale des villes sans voiture,,, mais aussi de militer pour la liberté des femmes. L'événement encourage les femmes à participer en tenue festive, chic, glamour ou fantaisiste, et non en tenue sportive.
En 2013, 300 femmes soutiennent le premier tour. Les femmes font le tour du centre ville vêtues de vêtements élégants ou fantaisistes et décorent leurs vélos de fleurs. À la fin de la tournée, un communiqué de presse annonce : « Nous voulons que les villes sentent le parfum plutôt que les gaz d'échappement »,,.
L'organisation, devenue célèbre au fil des ans, touche de nombreuses femmes. En 2015, des tournées sont organisées à Izmir, Istanbul, Adana, Ankara, Eskisehir, Marmaris et Bodrum. Le nombre de villes atteint 28 en 2016 et 50 en 2017,.
En 2018, l'événement prend une dimension internationale. L'existence légale du tour à vélo, qui est également organisé en Italie, en Suisse et en Allemagne, est entérinée par la Commission des transports de l'Union européenne,. En 2019, l'événement est présenté comme l'un des mouvements populaires les plus réussis au monde dans le Copenhagenize Index 2019. Le nombre de villes concernées atteint 115.
En 2021, des tours sont organisés dans 25 pays et 150 villes,. En France, Paris, Nantes, Montpellier et Lyon, ainsi que Chaumont participent à cette parade. Le 24 novembre 2021, le département sénatorial de Berlin pour l'environnement, les transports et la protection du climat sélectionne la tournée comme « Mouvement de transport vert de l'année ». 